# Antônio do Prado Valladares
Antônio do Prado Valladares (Santo Amaro (Bahia), 13 de junho de 1882 — Petrópolis, 8 de janeiro de 1938)  foi  um médico, professor e escritor brasileiro, imortal da Academia de Letras da Bahia e da Academia de Medicina da Bahia  

## Biografia
Antônio do Prado Valladares nasceu em Santo Amaro (BA) no dia 13 de junho de 1882, filho de D. Mariana de Jesus Valladares e Miguel Arcanjo Valladares. Casado com D. Clarice Santos Silva Valladares e pai de Clarival do Prado Valladares. 
Formou-se médico na Faculdade de Medicina da Bahia em 1902  e recebeu um prêmio-viagem do Governo Federal, em face de seu desempenho, inaugurando, inclusive, e com a mesma finalidade, “o Pantheon, destinado ao alumno que mais tivesse distinguido durante o curso [...], cujo retrato fora ali colocado e onde ficará perenemente como um symbolo edificante e luminoso para gerações futuras”.   Trata-se de pintura de sua imagem em óleo sobre tela ora em bom estado de conservação assentado no memorial da Sala da Congregação da Faculdade de Medicina da Universidade Federal da Bahia no bairro do Pelourinho em Salvador. 
Em 1926, realizou uma viagem de estudos à Europa, para o aperfeiçoamento dos conhecimentos científicos e novas tecnologias, enquanto professor. 
Sua produção literária e em medicina demonstra variedade temática e obteve, também destaque como orador. 
Faleceu na cidade de Petrópolis em 8 de janeiro de 1938.  